# اوشی جونز
اوشی جونز (انگلیسی: Oshae Jones؛ زادهٔ ۱ مارس ۱۹۹۸) بوکسور اهل ایالات متحده آمریکا است.
وی در مسابقات کشوری و بین‌المللی در مجموع برندهٔ ۱ مدال طلا، ۱ مدال برنز شده‌است.